# Sistema Interactivo Multimédia
O Subsistema Multimídia IP (IMS) é uma arquitetura de framework para entregar  protocolo de internet (IP) multimedia para usuários móveis. Foi originalmente desenhado para os padrões de comunicação sem fios 3rd Generation Partnership Project (3GPP), e é parte da visão da evolução das redes móveis GSM. Sua formulação original (3GPP R5) é representada como uma aproximação das entregas de "Serviços de Internet" GPRS.  Essa visão foi posteriormente alterada pelo 3GPP, 3GPP2 e TISPAN através da busca por suporte à redes semelhantes ao GPRS, como por exemplo Wireless LAN, CDMA2000 e linhas fixas.
Para facilitar a integração com a Internet, o IMS frequentemente utiliza-se dos protocolos da IETF (i.e. Internet) como o Session Initiation Protocol (SIP). De acordo com o 3GPP,
IMS não foi intencionado para padronizar as aplicações, mas sim para objetivar o acesso de aplicações de multimídia e voz através de terminais sem fios e sem linhas, i.e. objetivar a forma de convergência fixo-móvel (FMC). Isto é obtido tendo-se uma camada de control horizontal capaz de isolar a rede de acesso da camada de serviço .service layer. Os serviços não precisam ter suas próprias funções de controle, uma vez que a camada de controle é geralmente é uma camada horizontal geral.
Tecnologias novas e alternativas para acesso e provimento de serviços sobre redes com ou sem fio dependem dos requisitos atuais, e incluem combinações de Redes de Acesso Genérico, soft switches e puramente SIP. Isto faz com que os negociantes utilizem o IMS de forma menos apelativa. É mais fácil vender serviços do que vender virtudes dos "serviços integrados". Mas, serviços para IMS não são prolíficos, ou seja, não se difundem facilmente.
Desde a concepção do IMS alguns anos atrás, ele tem crescido através do acesso a conteúdos e contatos usando mecanismos fora do controle das operadoras tradicionais de telefonia fixa/móvel, e então, estas operadoras preferiram reconsiderar suas estratégias.
Além do mais, já era esperado essa eventualidade de que teriamos disponíveis endereços IP em todos os aparelhos móveis e operadoras, não é tão claro em relação ao IMS 3GPP/3GPP2/TISPAN  como isto existe hoje em dia e como isto será explorado. Um IMS não tão pronto poderá vir a ser usado em implementações que ainda não suportam tantos requisitos da "IMS Completa", e ainda não se tem claramente as diferenças que virão a existir (Suporte à IPv4, ao invés do IPv6 é usualmente mencionado)

## História
- IMS foi originariamente definido em um fórum industrial chamado 3G.IP, formado em 1999. O 3G.IP desenvolveu a arquitetura inicial do IMS, a qual foi trazida posteriormente para o 3rd Generation Partnership Project (3GPP), como parte do trabalho de padronização para sistemas 3G mobile phone em redesUMTS. Isto primeiramente apareceu na versão 5 (evolução de redes do 2G para 3G), quando mídias baseadas em SIP foram inseridas. Suporte para as antigas redes GSM e GPRS também foram projetados.
- 3GPP2 (uma organização diferente) basearam seus domínios de mídia CDMA2000 (MMD) no 3GPP IMS, acrescentando suporte para CDMA2000.
- 3GPP versão 6 acrescentou interconexão com WLAN.
- 3GPP versão 7 acrescentou suporte para redes de fixa, através da junção dos documentos com a versão 5.1 do TISPAN.